# Campeonato Sul-Americano de Corta-Mato de 2001
O 16º Campeonato Sul-Americano de Corta-Mato de 2001 foi realizado no Rio de Janeiro, no Brasil, entre os dias 3 e 4 de março de 2001. Participaram da competição 88 atletas de nove nacionalidades, além de 114 atletas locais. Na categoria sênior masculino Adilson Aparecido Ribeiro do Brasil levou o ouro, e na categoria sênior feminino Adriana de Souza do Brasil levou o ouro. 

## Medalhistas
Esses foram os campeões da competição. 
| Evento                                  | Ouro                                 | Ouro  | Prata                                     | Prata | Bronze                             | Bronze |
| --------------------------------------- | ------------------------------------ | ----- | ----------------------------------------- | ----- | ---------------------------------- | ------ |
| Individual                              |                                      |       |                                           |       |                                    |        |
| Masculino sênior (12 km)                | Adilson Aparecido Ribeiro · Brasil   | 37:14 | Wellington Correia Fraga · Brasil         | 37:22 | Elenilson da Silva · Brasil        | 37:32  |
| Masculino sênior curta distância (4 km) | Hernán Oscar Cortínez · Argentina    | 11:25 | Javier Carriqueo · Argentina              | 11:34 | Israel dos Anjos · Brasil          | 11:38  |
| Masculino júnior (8 km)                 | Franck Caldeira de Almeida · Brasil  | 24:56 | Fernando Alex Fernandes · Brasil          | 25:03 | Miguel Angel Bárzola · Argentina   | 25:08  |
| Masculino juvenil (4 km)                | Rodolfo Rogério Hass · Brasil        | 12:35 | Jeferson Douglas de Castro · Brasil       | 12:43 | Thiago Pereira Chyaromont · Brasil | 12:52  |
| Feminino sênior (8 km)                  | Adriana de Souza · Brasil            | 27:54 | Luciene Soares de Deus · Brasil           | 28:00 | María Paredes · Equador            | 28:38  |
| Feminino sênior curta distância (4 km)  | María Paredes · Equador              | 13:19 | Célia Regina Ferreira dos Santos · Brasil | 13:32 | Ana Claudia de Souza · Brasil      | 13:48  |
| Feminino júnior (6 km)                  | Patrícia Fernanda Lobo · Brasil      | 22:22 | Eliane Luanda Cardoso Pereira · Brasil    | 22:42 | Tatiane de Souza Sá · Brasil       | 23:01  |
| Feminino juvenil (3 km)                 | Michelli de Carvalho Inácio · Brasil | 10:29 | Monica Maria de Lima · Brasil             | 10:49 | Lilian Priscila Leonel · Brasil    | 10:50  |
| Equipe                                  |                                      |       |                                           |       |                                    |        |
| Masculino sênior                        | Brasil                               | 6     | Chile                                     | 32    | Equador                            | 32     |
| Masculino sênior curta distância        | Argentina                            | 14    | Chile                                     | 18    | Brasil                             | 20     |
| Masculino júnior                        | Brasil                               | 8     | Chile                                     | 26    |                                    |        |
| Masculino juvenil                       | Brasil                               | 6     |                                           |       |                                    |        |
| Feminino sênior                         | Brasil                               | 8     | Equador                                   | 19    |                                    |        |
| Feminino sênior curta distância         | Brasil                               | 9     | Equador                                   | 15    |                                    |        |
| Feminino júnior                         | Brasil                               | 6     |                                           |       |                                    |        |
| Feminino juvenil                        | Brasil                               | 6     |                                           |       |                                    |        |

## Resultados da corrida

### Masculino sênior (12 km)
Individual
| Posição           | Atleta                          | Nacionalidade | Tempo |
| ----------------- | ------------------------------- | ------------- | ----- |
| Medalha de ouro   | Adilson Aparecido Ribeiro       | Brasil        | 37:14 |
| Medalha de prata  | Wellington Correia Fraga        | Brasil        | 37:22 |
| Medalha de bronze | Elenilson da Silva              | Brasil        | 37:32 |
| —                 | Leonardo Júnior da Silva        | Brasil        | 37:34 |
| 4                 | Julián Berrío                   | Colômbia      | 37:37 |
| 5                 | Benedito Donizetti Gomes        | Brasil        | 37:49 |
| 6                 | Néstor Quinapanta               | Equador       | 38:00 |
| 7                 | Carlos Jaramillo                | Chile         | 38:09 |
| 8                 | Aleudo Francisco dos Santos     | Brasil        | 38:18 |
| 9                 | Jorge Cabrera                   | Paraguai      | 38:22 |
| 10                | Richard Arias                   | Equador       | 38:38 |
| 11                | Jonathan Monje                  | Chile         | 38:45 |
| —                 | Alex Januario de Mendonça       | Brasil        | 38:45 |
| 12                | Elisvaldo Rodrigues de Carvalho | Brasil        | 39:19 |
| 13                | Rolando Pillco                  | Bolívia       | 39:22 |
| —                 | Ricardo dos Reis Mestrello      | Brasil        | 39:26 |
| 14                | Raúl Mora                       | Chile         | 39:27 |
| —                 | Tadeus dos Santos               | Brasil        | 39:32 |
| 15                | Waldemar Cotelo                 | Uruguai       | 40:02 |
| 16                | Luis Moreno                     | Equador       | 40:14 |
| —                 | Sergio Luiz Pereira             | Brasil        | 40:25 |
| —                 | Silvio Lima Ribeiro             | Brasil        | 40:36 |
| 17                | Cristian Hidalgo                | Chile         | 40:49 |
| —                 | João Batista Oliveira de Souza  | Brasil        | 41:01 |
| 18                | Vladimir Guerra                 | Equador       | 41:08 |
| —                 | André Luiz de Jesus Marques     | Brasil        | 41:22 |
| —                 | Helio Marcio Alencar da Silva   | Brasil        | 41:53 |
| —                 | Luís Fernando de Almeida Paula  | Brasil        | 41:55 |
| —                 | Arthur de Freitas Castro        | Brasil        | 42:12 |
| 19                | Ramón Aranda                    | Paraguai      | 42:22 |
| —                 | Ivan Espirito Santo de Mello    | Brasil        | 42:44 |
| —                 | Gerardo Pereira Lima Filho      | Brasil        | 43:01 |
| —                 | Tarcísio Cordeiro de Souza      | Brasil        | 43.08 |
| —                 | Joaquim Gomes de Morais         | Brasil        | 43:28 |
| —                 | Lucas Panader                   | Paraguai      | DNF   |
| —                 | Leonel do Carmo Falcão          | Brasil        | DNF   |
| —                 | Deoclécio Pereira Zanon         | Brasil        | DNF   |
| —                 | Cleber Rodrigues Dias           | Brasil        | DNF   |
| —                 | José Saraiva Frazão Júnior      | Brasil        | DNF   |
| —                 | Paulo Roberto de Almeida Paula  | Brasil        | DNF   |
| —                 | Luiz Carlos Fernandes da Silva  | Brasil        | DNF   |
| —                 | Marcelo Dordennoni Donna        | Brasil        | DNF   |
| —                 | Jorge Luiz de Jesus             | Brasil        | DNF   |
| —                 | Daniel Lopes Ferreira           | Brasil        | DNF   |

Equipe
| Adilson Aparecido Ribeiro         | 1    |
| Wellington Correia Fraga          | 2    |
| Elenilson da Silva                | 3    |
| (Benedito Donizetti Gomes)        | (5)  |
| (Aleudo Francisco dos Santos)     | (8)  |
| (Elisvaldo Rodrigues de Carvalho) | (12) |

| Carlos Jaramillo   | 7    |
| Jonathan Monje     | 11   |
| Raúl Mora          | 14   |
| (Cristian Hidalgo) | (17) |

| Néstor Quinapanta | 6    |
| Richard Arias     | 10   |
| Luis Moreno       | 16   |
| (Vladimir Guerra) | (18) |

| Jorge Cabrera | 9   |
| Ramón Aranda  | 19  |
| Lucas Panader | DNF |

* Nota: Os atletas entre parênteses não pontuaram para o resultado da equipe.

### Masculino sênior de curta distancia (4 km)
Individual
| Posição           | Atleta                               | Nacionalidade | Tempo |
| ----------------- | ------------------------------------ | ------------- | ----- |
| Medalha de ouro   | Hernán Oscar Cortínez                | Argentina     | 11:25 |
| —                 | Adilson Aparecido Ribeiro            | Brasil        | 11:31 |
| Medalha de prata  | Javier Carriqueo                     | Argentina     | 11:34 |
| Medalha de bronze | Israel dos Anjos                     | Brasil        | 11:38 |
| 4                 | Carlos Jaramillo                     | Chile         | 11:40 |
| —                 | Adelar José Schuler                  | Brasil        | 11:41 |
| 5                 | Gustavo Pereira                      | Uruguai       | 11:45 |
| 6                 | Jonathan Monje                       | Chile         | 11:47 |
| —                 | Leonardo Júnior da Silva             | Brasil        | 11:48 |
| —                 | José Alessandro da Silva             | Brasil        | 11:48 |
| —                 | José Saraiva Frazão Junior           | Brasil        | 11:49 |
| 7                 | Ricardo dos Reis Maestrelo           | Brasil        | 11:50 |
| 8                 | Raúl Mora                            | Chile         | 11:51 |
| —                 | Luis Carlos Fernandes da Silva       | Brasil        | 11:53 |
| 9                 | Jorge Cabrera                        | Paraguai      | 12:03 |
| —                 | Rubinaldo Dias Pereira               | Brasil        | 12:06 |
| 10                | Ricardo Luis da Silva                | Brasil        | 12:07 |
| 11                | José Alberto Mansilla                | Argentina     | 12:10 |
| 12                | Márcio Ribeiro da Silva              | Brasil        | 12:14 |
| 13                | Hudson Ferreira Lemos                | Brasil        | 12:18 |
| 14                | Fabián Campanini                     | Argentina     | 12:23 |
| 15                | Cristian Hidalgo                     | Chile         | 12:24 |
| —                 | Deuzani Rodrigues de Trindade        | Brasil        | 12:25 |
| —                 | Anísio da Costa Tavares              | Brasil        | 12:32 |
| —                 | Celso Ferreira Arantes               | Brasil        | 12:33 |
| —                 | Peterson Godoy Eustaquio de Oliveira | Brasil        | 12:40 |
| —                 | Marcelo Rodrigues Felisberto         | Brasil        | 12:41 |
| 16                | Ramón Aranda                         | Paraguai      | 12:44 |
| —                 | Nildemar Valadares Passos            | Brasil        | 12:44 |
| —                 | Augusto César da Silva Santos        | Brasil        | 12:46 |
| 17                | Lucas Panadero                       | Paraguai      | 12:53 |
| 18                | Diego Agüero                         | Paraguai      | 13:01 |
| —                 | Roosevelt Neves Faustino             | Brasil        | 13:06 |
| —                 | Wesley Andrade Costa                 | Brasil        | 13:07 |
| —                 | Fabiano Moura dos Santos             | Brasil        | 13:15 |
| —                 | Alexandre Martins                    | Brasil        | 13:25 |
| —                 | Cleber Rodrigues Dias                | Brasil        | 13:26 |
| —                 | David Dias Leite                     | Brasil        | 13:28 |
| —                 | Eduardo Bruno Lopes da Silva         | Brasil        | 13:32 |
| —                 | Robson Rommel dos Santos Rocha       | Brasil        | 13:33 |
| —                 | Leonel do Carmo Falcão               | Brasil        | 13:49 |
| —                 | Márcio Cojão da Rosa                 | Brasil        | 13:59 |
| —                 | Wanderson Corrêa Auer                | Brasil        | 14:06 |
| —                 | Deoclécio Pereira Zanon              | Brasil        | 14:09 |
| —                 | Marcelo Dordennoni Donna             | Brasil        | 14:10 |
| —                 | Carlos Alberto Felix da Silva        | Brasil        | 14:55 |

Equipe
| Hernán Oscar Cortínez | 1    |
| Javier Carriqueo      | 2    |
| José Alberto Mansilla | 11   |
| (Fabián Campanini)    | (14) |

| Carlos Jaramillo   | 4    |
| Jonathan Monje     | 6    |
| Raúl Mora          | 8    |
| (Cristian Hidalgo) | (15) |

| Israel dos Anjos           | 3    |
| Ricardo dos Reis Maestrelo | 7    |
| Ricardo Luis da Silva      | 10   |
| (Márcio Ribeiro da Silva)  | (12) |
| (Hudson Ferreira Lemos)    | (13) |

| Jorge Cabrera  | 9    |
| Ramón Aranda   | 16   |
| Lucas Panadero | 17   |
| (Diego Agüero) | (18) |

* Nota: Os atletas entre parênteses não pontuaram para o resultado da equipe.

### Masculino júnior (8 km)
Individual
| Posição           | Atleta                            | Nacionalidade | Tempo |
| ----------------- | --------------------------------- | ------------- | ----- |
| Medalha de ouro   | Franck Caldeira de Almeida        | Brasil        | 24:56 |
| Medalha de prata  | Fernando Alex Fernandes           | Brasil        | 25:03 |
| Medalha de bronze | Miguel Angel Bárzola              | Argentina     | 25:08 |
| —                 | Cláudio Sebastião Pereira da Cruz | Brasil        | 25:12 |
| 4                 | Clayton Luiz Aguiar               | Brasil        | 25:28 |
| 5                 | Vinícius José Campos Lopes        | Brasil        | 25:42 |
| —                 | Vilmar Cáceres                    | Brasil        | 25:51 |
| 6                 | Sebastián Pino                    | Chile         | 25:53 |
| 7                 | Germán Sánchez                    | Chile         | 25:56 |
| 8                 | Juan Gabriel Gomez                | Argentina     | 26:13 |
| 9                 | Jeferson de Souza Sá              | Brasil        | 26:14 |
| —                 | Eduardo Schultz                   | Brasil        | 26:25 |
| —                 | Nixon Kleber Santos de Menezes    | Brasil        | 26:13 |
| —                 | Rogerio Santo                     | Brasil        | 26:35 |
| —                 | Gilmar Mendes Silva Filho         | Brasil        | 26:37 |
| —                 | Linderberg dos Anjos              | Brasil        | 26:39 |
| 10                | Giovanny Amador                   | Colômbia      | 26:41 |
| 11                | Eduardo Arequipa                  | Bolívia       | 26:54 |
| —                 | José Rogério de Oliveira Costa    | Brasil        | 26:35 |
| 12                | Rogério Rodrigues de Amorim       | Brasil        | 27:00 |
| —                 | Eduardo Paiva da Silva            | Brasil        | 27:03 |
| 13                | Luis Gamin                        | Chile         | 27:03 |
| —                 | Glauber Cardoso                   | Brasil        | 27:22 |
| —                 | Fabiano Peçanha                   | Brasil        | 27:27 |
| —                 | Júnior Maria Rodrigues            | Brasil        | 27:35 |
| —                 | Bruno Gomes Camacho               | Brasil        | 27:52 |
| 14                | Diego Agüero                      | Paraguai      | 28:20 |
| 15                | Francis Melo                      | Chile         | 28:24 |
| —                 | Josué da Silva Rodrigues          | Brasil        | 28:43 |
| —                 | Luiz Henrique Amâncio             | Brasil        | 29:43 |
| —                 | José Augusto Moreira              | Brasil        | 30:00 |
| 16                | Serapio Galindo                   | Peru          | 30:21 |
| —                 | Elton da Silva Moraes             | Brasil        | 31:49 |
| —                 | Delson Silva Junior               | Brasil        | 32:10 |
| —                 | Juarez Siqueira de Souza          | Brasil        | DNF   |

Equipe
| Franck Caldeira de Almeida    | 1    |
| Fernando Alex Fernandes       | 2    |
| Clayton Luiz Aguiar           | 4    |
| (Vinícius José Campos Lopes)  | (5)  |
| (Jeferson de Souza Sá)        | (9)  |
| (Rogério Rodrigues de Amorim) | (12) |

| Sebastián Pino | 6    |
| Germán Sánchez | 7    |
| Luis Gamin     | 13   |
| (Francis Melo) | (15) |

* Nota: Os atletas entre parênteses não pontuaram para o resultado da equipe.

### Masculino juvenil (4 km)
Individual
| Posição           | Atleta                          | Nacionalidade | Tempo |
| ----------------- | ------------------------------- | ------------- | ----- |
| Medalha de ouro   | Rodolfo Rogério Hass            | Brasil        | 12:35 |
| Medalha de prata  | Jeferson Douglas de Castro      | Brasil        | 12:43 |
| Medalha de bronze | Thiago Pereira Chyaromont       | Brasil        | 2:52  |
| 4                 | Danilo Gonzaga de Souza         | Brasil        | 12:56 |
| —                 | Elton do Nascimento Mendes      | Brasil        | 13:04 |
| 5                 | Gustavo López                   | Paraguai      | 13:06 |
| 6                 | Diego Moreno                    | Peru          | 13:11 |
| —                 | Charles Salgado Gomes           | Brasil        | 13:18 |
| —                 | Rodrigo Quiroga da Silva        | Brasil        | 13:22 |
| 7                 | João Batista Arquilino Santos   | Brasil        | 13:23 |
| 8                 | Edmar Antonio Silva             | Brasil        | 13:37 |
| —                 | Lourenço Nunes Gomes            | Brasil        | 13:46 |
| —                 | Rafael Cardoso                  | Brasil        | 13:47 |
| —                 | Tiago Oliveira Aquino Vieira    | Brasil        | 13:51 |
| —                 | Wesley Gomes Furiati            | Brasil        | 13:58 |
| —                 | Gelson de Paiva Júnior          | Brasil        | 14:11 |
| —                 | Adevaldo Araújo de Sousa        | Brasil        | 14:12 |
| —                 | Diego de Barros Moreira         | Brasil        | 14:13 |
| —                 | Fábio Dias de Oliveira Silva    | Brasil        | 14:20 |
| —                 | Leandro Drasler Geraldo         | Brasil        | 14:21 |
| —                 | Filipe Paiva do Nascimento      | Brasil        | 14:39 |
| —                 | João Paulo do Vale da Silva     | Brasil        | 14:43 |
| —                 | Antonio da Costa Miranda        | Brasil        | 14:47 |
| —                 | Bruno Armond de Mesquita        | Brasil        | 14:58 |
| —                 | Daniel Gunnar Gonçalves         | Brasil        | 14:59 |
| —                 | Fabio Christo Pereira Pinto     | Brasil        | 15:08 |
| —                 | Carlos Eduardo de Lima da Silva | Brasil        | 15:22 |
| —                 | Adriano Toloni Monteverde       | Brasil        | 15:34 |
| —                 | Wallace Gomes Oliveira          | Brasil        | 17:06 |
| —                 | Leomir Christo Romão            | Brasil        | 19:37 |
| —                 | Marcelo Roriz Ferreira          | Brasil        | 19:59 |

Equipe
| Posição                         | Equipe | Pontos |
| ------------------------------- | --- | ------ |
| Medalha de ouro                 | Brasil · \| Rodolfo Rogério Hass \| 1 \| \| Jeferson Douglas de Castro \| 2 \| \| Thiago Pereira Chyaromont \| 3 \| \| (Danilo Gonzaga de Souza) \| (4) \| \| (João Batista Arquilino Santos) \| (7) \| \| (Edmar Antonio Silva) \| (8) \| | 6      |
| Rodolfo Rogério Hass            | 1 |        |
| Jeferson Douglas de Castro      | 2 |        |
| Thiago Pereira Chyaromont       | 3 |        |
| (Danilo Gonzaga de Souza)       | (4) |        |
| (João Batista Arquilino Santos) | (7) |        |
| (Edmar Antonio Silva)           | (8) |        |

* Nota: Os atletas entre parênteses não pontuaram para o resultado da equipe.

### Feminino sênior (8 km)
Individual
| Posição           | Atleta                        | Nacionalidade | Tempo |
| ----------------- | ----------------------------- | ------------- | ----- |
| Medalha de ouro   | Adriana de Souza              | Brasil        | 27:54 |
| Medalha de prata  | Luciene Soares de Deus        | Brasil        | 28:00 |
| —                 | Ednalva Laureano da Silva     | Brasil        | 28:23 |
| Medalha de bronze | María Paredes                 | Equador       | 28:38 |
| 4                 | Leone Justino da Silva        | Brasil        | 28:48 |
| 5                 | Maria Lúcia Alves Vieira      | Brasil        | 29:11 |
| 6                 | Elisabeth Esteves de Souza    | Brasil        | 29:32 |
| —                 | Elizabete Ferreira Cruz       | Brasil        | 29:45 |
| —                 | Jocinalva dos Santos Valentim | Brasil        | 29:56 |
| 7                 | Wilma Eugenia Guerra          | Equador       | 30:04 |
| —                 | Adriana Aparecida da Silva    | Brasil        | 30:19 |
| 8                 | Narcisa Calderón              | Equador       | 31:03 |
| —                 | Denise Paiva Lucas            | Brasil        | 31:51 |
| 9                 | Marlene Acuña                 | Equador       | 32:19 |
| —                 | Conceição de Maria Oliveira   | Brasil        | 32:29 |
| —                 | Maria Auxiliadora Venancio    | Brasil        | 32:38 |
| —                 | Maria de Lourdes Oliveira     | Brasil        | 37:02 |
| —                 | Selma Cândida dos Reis        | Brasil        | DNF   |
| —                 | Luciana Rocha de Matos        | Brasil        | DNF   |

Equipe
| Adriana de Souza             | 1     |
| Luciene Soares de Deus       | 2     |
| Leone Justino da Silva       | 4     |
| (Maria Lúcia Alves Vieira)   | (5)   |
| (Elisabeth Esteves de Souza) | (6)   |
| (Selma Cândida dos Reis)     | (DNF) |

| María Paredes        | 3   |
| Wilma Eugenia Guerra | 7   |
| Narcisa Calderón     | 8   |
| (Marlene Acuña)      | (9) |

* Nota: Os atletas entre parênteses não pontuaram para o resultado da equipe.

### Feminino sênior de curta distância (4 km)
Individual
| Posição           | Atleta                           | Nacionalidade | Tempo |
| ----------------- | -------------------------------- | ------------- | ----- |
| —                 | Selma Cândida dos Reis           | Brasil        | 13:16 |
| Medalha de ouro   | María Paredes                    | Equador       | 13:19 |
| —                 | Ednalva Laureano da Silva        | Brasil        | 13:25 |
| Medalha de prata  | Célia Regina Ferreira dos Santos | Brasil        | 13:32 |
| Medalha de bronze | Ana Claudia de Souza             | Brasil        | 13:48 |
| 4                 | Lucélia de Oliveira Peres        | Brasil        | 13:55 |
| —                 | Jocinalva dos Santos Valentim    | Brasil        | 13:57 |
| 5                 | Wilma Eugenia Guerra             | Equador       | 14:00 |
| —                 | Maria Lúcia Alves Vieira         | Brasil        | 14:07 |
| 6                 | Tania Poma                       | Bolívia       | 14:07 |
| 7                 | Ana Paula de Almeida Ferreira    | Brasil        | 14:08 |
| 8                 | Michele Barreto da Costa         | Brasil        | 14:09 |
| 9                 | Narcisa Calderón                 | Equador       | 14:28 |
| —                 | Adriana Aparecida da Silva       | Brasil        | 14:42 |
| 10                | Marlene Acuña                    | Equador       | 14:58 |
| —                 | Maria Cecília Severino da Silva  | Brasil        | 15:12 |
| —                 | Conceição de Maria Oliveira      | Brasil        | 15:16 |
| —                 | Luciana Rocha de Matos           | Brasil        | 15:31 |
| —                 | Maria Auxiliadora Venancio       | Brasil        | 15:48 |
| —                 | Maria Barroso da Costa Filha     | Brasil        | 16:19 |
| —                 | Sonia Ficagna                    | Brasil        | 16:46 |
| —                 | Maria de Lourdes Oliveira        | Brasil        | 16:55 |
| —                 | Ilza da Costa Silva              | Brasil        | 17:43 |
| —                 | Elisabeth Esteves de Souza       | Brasil        | DNF   |

Equipe
| Célia Regina Ferreira dos Santos | 2   |
| Ana Claudia de Souza             | 3   |
| Lucélia de Oliveira Peres        | 4   |
| (Ana Paula de Almeida Ferreira)  | (7) |
| (Michele Barreto da Costa)       | (8) |

| María Paredes        | 1    |
| Wilma Eugenia Guerra | 5    |
| Narcisa Calderón     | 9    |
| (Marlene Acuña)      | (10) |

* Nota: Os atletas entre parênteses não pontuaram para o resultado da equipe.

### Feminino júnior (6 km)
Individual
| Posição           | Atleta                           | Nacionalidade | Tempo |
| ----------------- | -------------------------------- | ------------- | ----- |
| Medalha de ouro   | Patrícia Fernanda Lobo           | Brasil        | 22:22 |
| Medalha de prata  | Eliane Luanda Cardoso Pereira    | Brasil        | 22:42 |
| Medalha de bronze | Tatiane de Souza Sá              | Brasil        | 23:01 |
| —                 | Gisele Leite de Castro           | Brasil        | 23:17 |
| 4                 | Erica da Silva Camargo           | Brasil        | 23:41 |
| 5                 | Geruza Alfaia de Oliveira        | Brasil        | 23:50 |
| 6                 | Celeste Morabes                  | Argentina     | 23:57 |
| —                 | Liriane Mendes Cristiano         | Brasil        | 24:29 |
| 7                 | Yolanda Caballero                | Colômbia      | 25:02 |
| —                 | Leandra Cristina Piscor          | Brasil        | 25:33 |
| 8                 | Jorgelina Litterini              | Argentina     | 25:37 |
| —                 | Suelen Freire da Conceiçao       | Brasil        | 25:38 |
| —                 | Graziela Aparecida Dias de Souza | Brasil        | 26:32 |
| —                 | Débora Regina Gomes Ferraz       | Brasil        | DNF   |
| —                 | Jenifer Araújo dos Santos        | Brasil        | DNF   |

Equipe
| Posição                       | Equipe | Pontos |
| ----------------------------- | --- | ------ |
| Medalha de ouro               | Brasil · \| Patrícia Fernanda Lobo \| 1 \| \| Eliane Luanda Cardoso Pereira \| 2 \| \| Tatiane de Souza Sá \| 3 \| \| (Erica da Silva Camargo) \| (4) \| \| (Geruza Alfaia de Oliveira) \| (5) \| \| (Jenifer Araújo dos Santos) \| (DNF) \| | 6      |
| Patrícia Fernanda Lobo        | 1 |        |
| Eliane Luanda Cardoso Pereira | 2 |        |
| Tatiane de Souza Sá           | 3 |        |
| (Erica da Silva Camargo)      | (4) |        |
| (Geruza Alfaia de Oliveira)   | (5) |        |
| (Jenifer Araújo dos Santos)   | (DNF) |        |

* Nota: Os atletas entre parênteses não pontuaram para o resultado da equipe.

### Feminino juvenil (3 km)
Individual
| Posição           | Atleta                           | Nacionalidade | Tempo |
| ----------------- | -------------------------------- | ------------- | ----- |
| Medalha de ouro   | Michelli de Carvalho Inácio      | Brasil        | 10:29 |
| —                 | Fabiana Maria de Jesus           | Brasil        | 10:34 |
| Medalha de prata  | Monica Maria de Lima             | Brasil        | 10:49 |
| Medalha de bronze | Lilian Priscila Leonel           | Brasil        | 10:50 |
| 4                 | Marilia Alice Moraes             | Brasil        | 10:58 |
| —                 | Rejane Ester Bispo da Silva      | Brasil        | 11:08 |
| 5                 | Joana D´Arc do Nascimento Santos | Brasil        | 11:16 |
| —                 | Fernanda Nobrega dos Santos      | Brasil        | 11:17 |
| 6                 | Militza Saucedo                  | Bolívia       | 11:17 |
| —                 | Elisângela da Cunha Sant´Anna    | Brasil        | 11:21 |
| —                 | Cristiane da Silva Oliveira      | Brasil        | 11:27 |
| —                 | Cintia dos Santos                | Brasil        | 11:33 |
| 7                 | Viviana Freitas                  | Paraguai      | 11:38 |
| —                 | Graziela Aparecida Dias de Souza | Brasil        | 11:44 |
| 8                 | Elaine Matos Vieira Sobroza      | Brasil        | 12:11 |
| —                 | Alana da Silva Strini            | Brasil        | 13:39 |

Equipe
| Posição                            | Equipe | Pontos |
| ---------------------------------- | --- | ------ |
| Medalha de ouro                    | Brasil · \| Michelli de Carvalho Inácio \| 1 \| \| Monica Maria de Lima \| 2 \| \| Lilian Priscila Leonel \| 3 \| \| (Marilia Alice Moraes) \| (4) \| \| (Joana D´Arc do Nascimento Santos) \| (5) \| \| (Elaine Matos Vieira Sobroza) \| (8) \| | 6      |
| Michelli de Carvalho Inácio        | 1 |        |
| Monica Maria de Lima               | 2 |        |
| Lilian Priscila Leonel             | 3 |        |
| (Marilia Alice Moraes)             | (4) |        |
| (Joana D´Arc do Nascimento Santos) | (5) |        |
| (Elaine Matos Vieira Sobroza)      | (8) |        |

* Nota: Os atletas entre parênteses não pontuaram para o resultado da equipe.

## Quadro de medalhas (não oficial)
| Ordem | País      | Medalha de ouro | Medalha de prata | Medalha de bronze | Total |
| ----- | --------- | --------------- | ---------------- | ----------------- | ----- |
| 1     | Brasil    | 13              | 7                | 7                 | 27    |
| 2     | Argentina | 2               | 1                | 1                 | 4     |
| 3     | Equador   | 1               | 2                | 2                 | 5     |
| 4     | Chile     | 0               | 3                | 0                 | 3     |
|       | TOTAL     | 16              | 13               | 10                | 39    |

* Nota: O total de medalhas incluem  as competições individuais e de equipe, com medalhas na competição por equipe contando como uma medalha.

## Participação
De acordo com uma contagem não oficial, 88 atletas (+ 114 atletas locais) de 9 nacionalidades participaram.
| - Argentina (8) - Bolívia (4) - Brasil (46 + 114 local) | - Chile (8) - Colômbia (3) - Equador (8) | - Paraguai (7) - Peru (2) - Uruguai (2) |